# Citizen G.C.
Citizen G.C. – minialbum Obywatela G.C wydany w 1989 roku, nakładem wydawnictwa ZPR Records.
Słowa i muzyka wszystkich utworów: Grzegorz Ciechowski. Angielskie teksty: John Porter (1,2,3), Wojciech Mann (4). Aranżacja i produkcja nagrań: Grzegorz Ciechowski i Rafał Paczkowski. Reżyseria dźwięku: Rafał Paczkowski. Programowanie wstępne: Paweł Danikiewicz. Nagrań dokonano w Studium Marcelego Latoszka i w Studio S-4 w okresie luty – kwiecień 1988.
Minialbum ukazał się także w ramach Kolekcji, jako bonus do albumu Tak! Tak!.

## Lista utworów
1. „Blah – Blah” – 3:40
2. „Don’t Ask About Poland” – 5:55
3. „The Hangman Song” – 4:00
4. „A Trip to Tropical Islands” – 5:15

## Autorzy
- Grzegorz Ciechowski – instrumenty klawiszowe, śpiew
- Wojciech Karolak – organy
- Agnieszka Kossakowska – śpiew (sopran)
- Marcin Otrębski – gitara
- Rafał Paczkowski – instrumenty klawiszowe, programowanie instrumentów, sample
- John Porter – gitara akustyczna
- Małgorzata Potocka – chórek
- Tomasz Stańko – trąbka
- Marek Surzyn – perkusja
- Krzysztof Ścierański – gitara basowa
- Paweł Ścierański – gitara basowa
- José Torres – instrumenty perkusyjne, głosy
- Adam Wendt – saksofon